# Pic de l'Abelhièr
El pic de l'Abelhièr (en francès: pic de l'Abeiller) és una muntanya de 3.029 m. d'altitud, amb una prominència de 48 m, que es troba al massís de Bachimala, entre Aragó i França.